# Auguste Breitzke

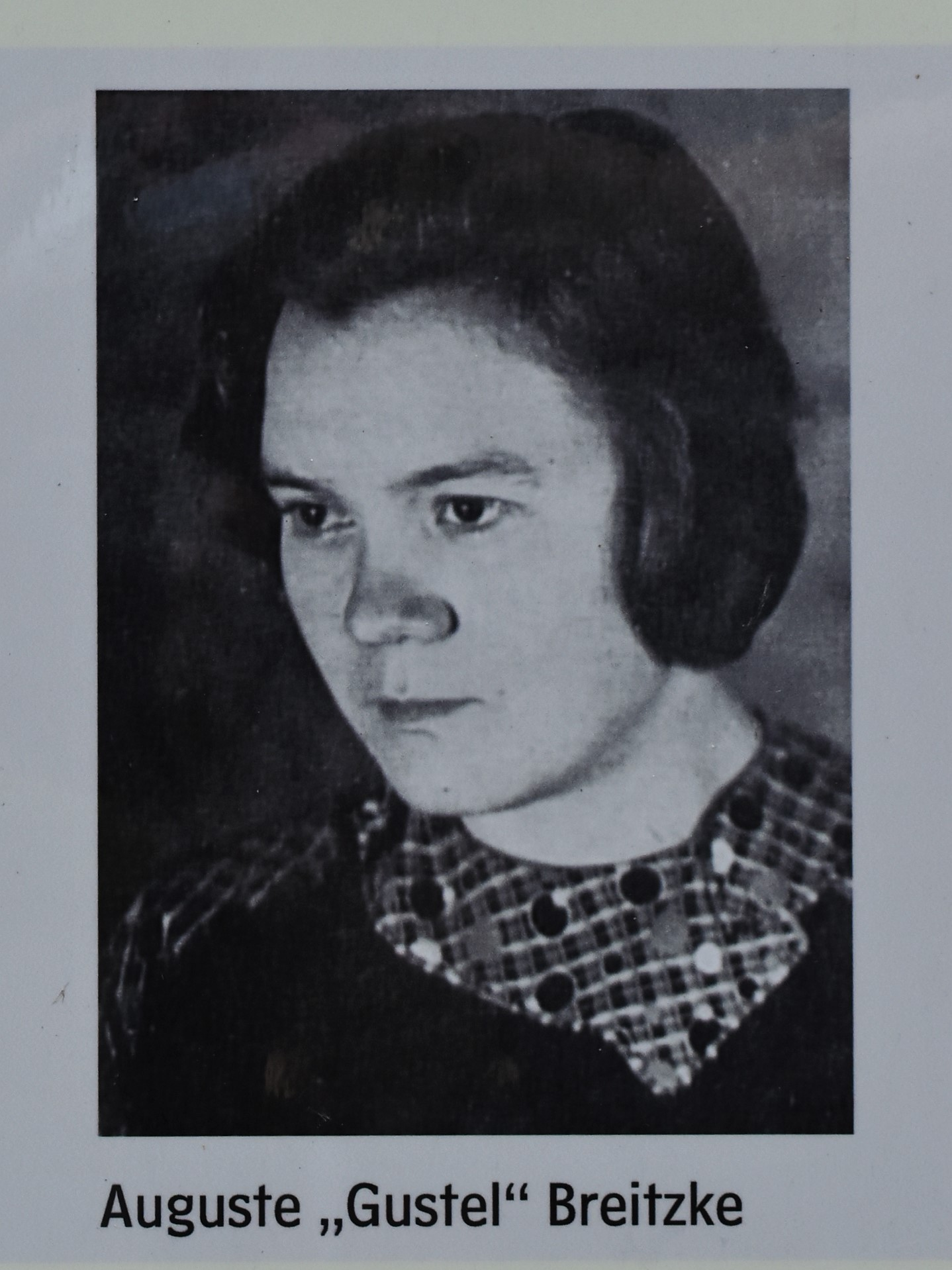
Auguste Breitze (Foto auf einer Informationstafel an der Polizeidirektion Hannover)

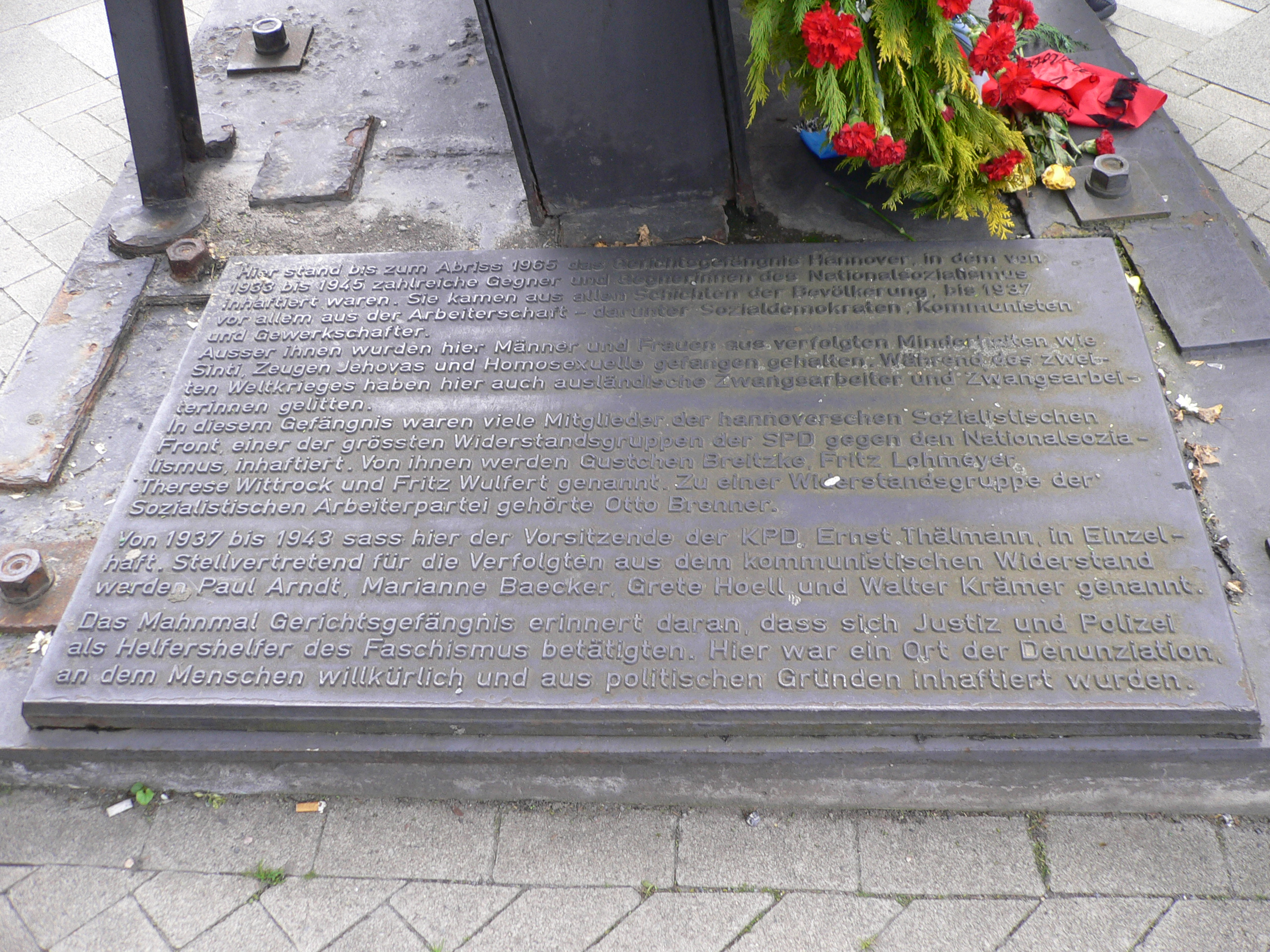
Nennung von Gustchen Breitzke in der Inschrift am Mahnmal Gerichtsgefängnis Hannover

Auguste Breitzke (* 21. März 1908 in Badenstedt; † 28. November 1982 in Sarstedt), auch Gustchen oder Gustel genannt, war eine sozialdemokratische Widerstandskämpferin.

## Leben
"Gustchen" Breitzke besuchte die Volksschule und war 1922 bis 1926 Arbeiterin in der Landwirtschaft, dann in der Industrie tätig. 1927 trat sie in die SPD und den Metallarbeiterverband ein. 1931 bis 1933 war sie Mitglied des Bezirksvorstands der SPD-Kinderorganisation Rote Falken. Ende 1933 verlobte sie sich mit Franz Nause, über den sie Ende 1934 zu der von Werner Blumenberg geführten Widerstandsgruppe Sozialistische Front (SF) kam: "Gustel" half bei der Herstellung der Sozialistischen Blätter, und zwar auch dann noch, nachdem Franz Nause verhaftet worden war. Am 15. September wurde auch Breitzke verhaftet und im Gerichtsgefängnis inhaftiert: Der Volksgerichtshof verurteilte sie zu zwei Jahren Zuchthaus, die sie in der Frauen-Strafanstalt Lübeck-Lauerhof verbrachte. Ihr Bruder Albert Breitzke wurde vom Oberlandesgericht Hamm am 15. Dezember 1937 in Hannover zu drei Jahren Zuchthaus verurteilt.
Nach dem Zweiten Weltkrieg trat Auguste Breitzke im Februar 1946 wieder in die SPD ein.

## Ehrungen
- In Wettbergen wurde der 1988 angelegte Breitzkeweg nach der Widerstandskämpferin benannt.
- Gustel Breitzke ist genannt in der Inschrift am Mahnmal Gerichtsgefängnis Hannover neben dem Pavillon: Das am 8. Mai 1989 enthüllte Mahnmal am Standort des ehemaligen Gerichtsgefängnisses erinnert an die dort Verfolgten der NS-Diktatur.